# Tratado de París (1657)
El tratado de París de 1657 fue una alianza militar pactada entre la Commonwealth inglesa bajo el Protectorado de Oliver Cromwell y Francia bajo el reinado de Luis XIV para enfrentarse a España, en el marco de la guerra que esta mantenía con ambos países.  La alianza resultante del tratado permitiría la conquista de varios puertos navales importantes en los Países Bajos españoles ese mismo año y al siguiente.

## Contexto

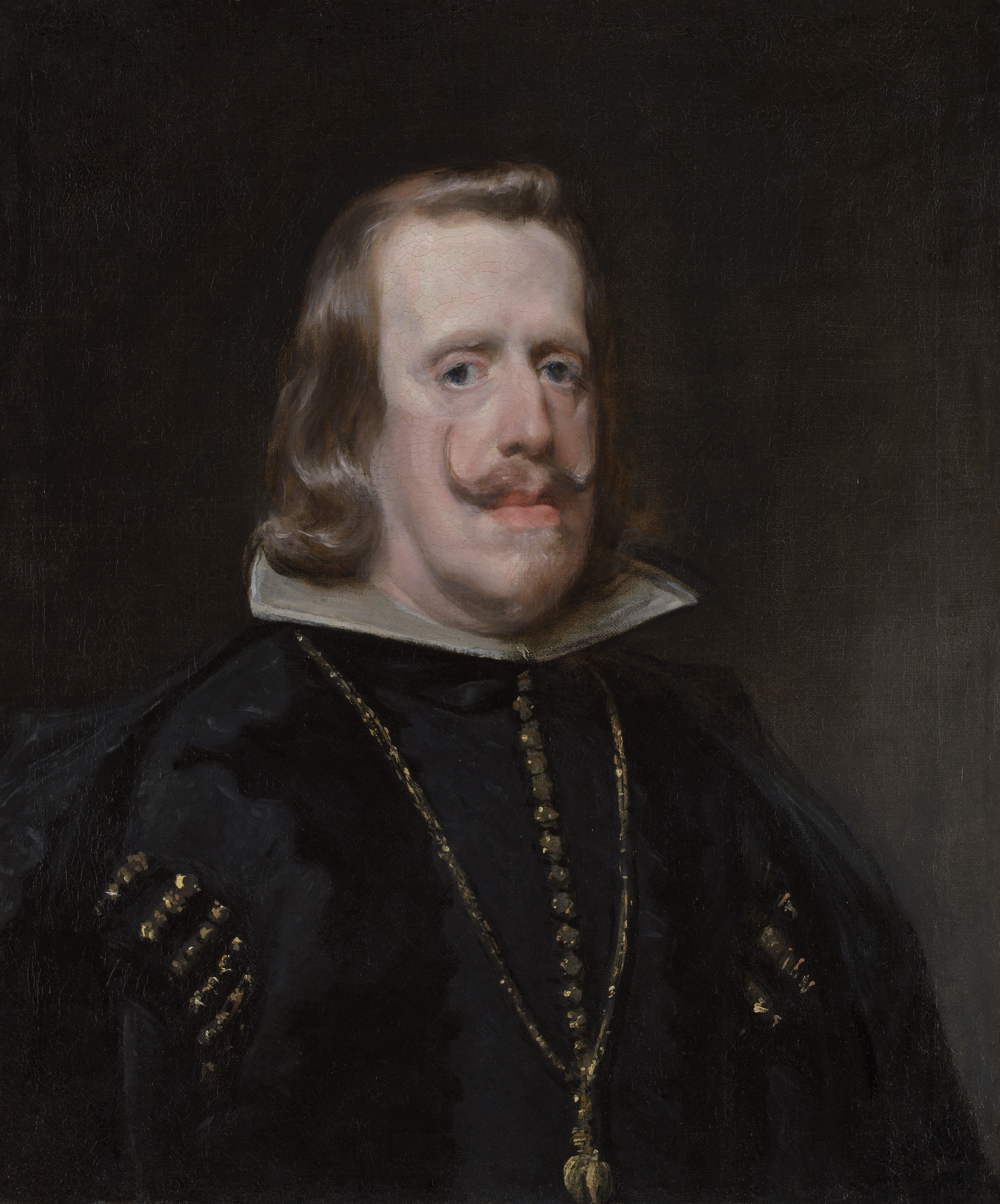
Felipe IV.

En la década de 1650 España tenía abiertos varios frentes de guerra, tanto dentro del territorio nacional como en sus colonias y en Europa: la guerra de separación de Portugal se prolongaba desde 1640;  tras la firma de la Paz de Westfalia de 1648, que puso fin a la guerra de los treinta años y a la guerra de Flandes, España y Francia continuaron las hostilidades, dando esta su apoyo a los independentistas catalanes en la sublevación de Cataluña; y en 1655 la Commonwealth inglesa bajo el Protectorado de Oliver Cromwell también declaró la guerra a España por la rivalidad comercial en las Indias occidentales.
Los Países Bajos españoles eran un punto estratégico en la política militar española.  Su situación geográfica al norte de Francia y frente a Inglaterra, y sus puertos navales que servían como base de operaciones a la flota española, los convertían en una amenaza para ambos países.  Unidos por un interés común, Inglaterra y Francia aparcaron sus diferencias religiosas y políticas y acordaron establecer una alianza militar contra España y las Provincias Unidas. 

## Acuerdos
Según los términos establecidos en el tratado, firmado en París el 9 de mayo de 1657, ambos países se comprometían a:
- Ninguno de los firmantes firmaría alianzas con España.
- Defensa mutua de sus territorios respectivos frente a ataques de terceros.
- Inglaterra pondría al servicio de Francia entre 36 y 40 navíos de guerra, que actuando en el canal de la Mancha bloquearían el paso a las naves de las Provincias Unidas, contra las que iba Francia.  Otros 12.000 soldados ingleses, combatirían junto a las tropas francesas en la guerra franco-española.
- Colaboración militar en el asedio de las ciudades de Ostende, Nieuwpoort y Gravelinas: Francia aportaría el ejército de tierra e Inglaterra la flota naval. Estas ciudades, en caso de ser conquistadas, quedarían en posesión de Inglaterra: Francia quedaría dueña de las restantes plazas ocupadas en territorio de las Provincias Unidas.
- La alianza apoyaría a Suecia en su enfrentamiento con Dinamarca y Polonia, facilitando la conquista sueca de Danzig.
- Inglaterra apoyaría a Francia a tomar Cataluña y Porto Longone, las cuales quedarían bajo control francés en caso de ser conquistadas.
- La alianza recibiría a cualquier otro país que estuviese en contra de España.
- El acuerdo debería mantenerse en secreto.
- La religión católica sería respetada en aquellas plazas que fueran ocupadas por Inglaterra.

El tratado, que inicialmente estaba previsto por un año, fue renovado en marzo de 1658.

## Repercusiones

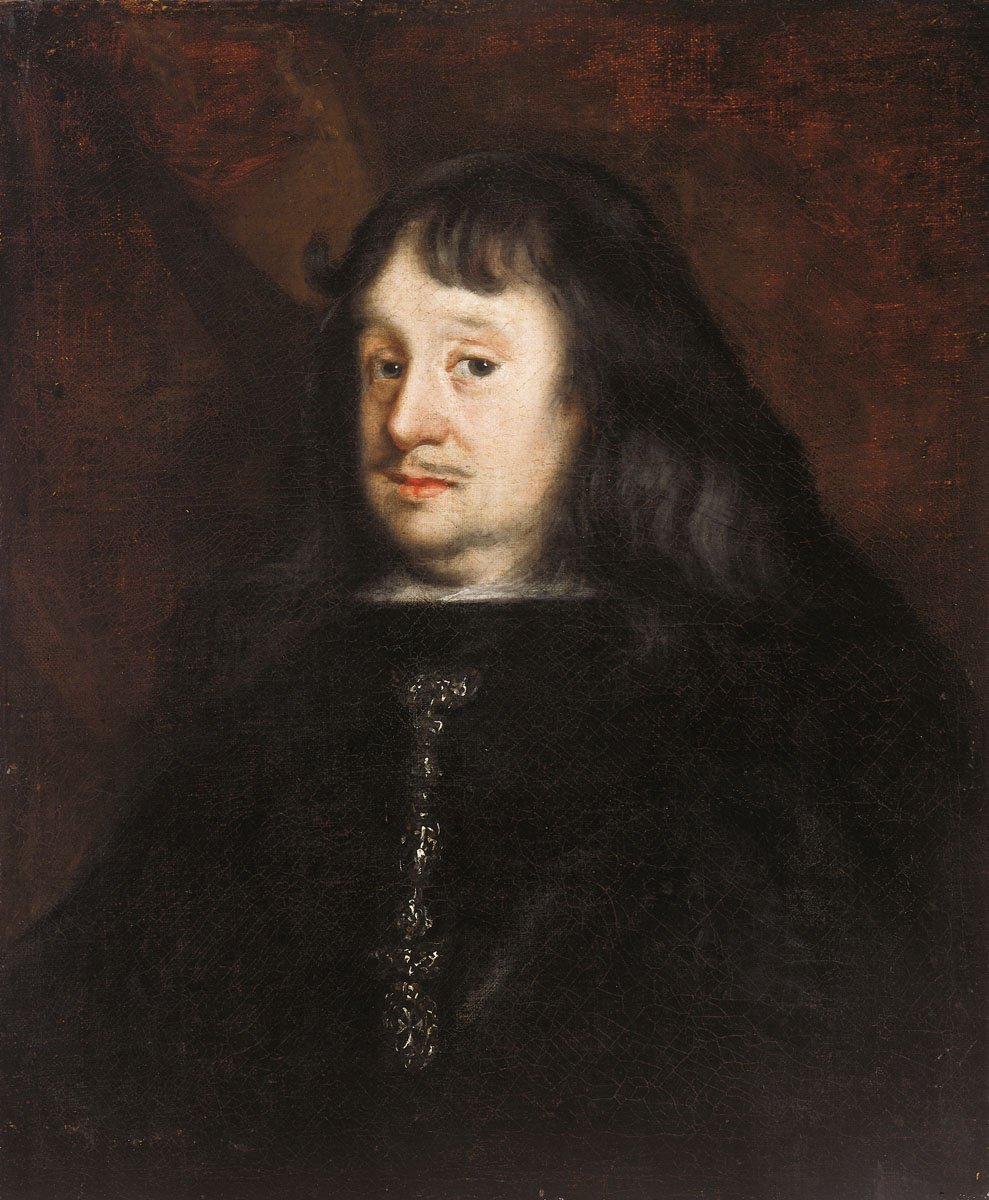
Juan José de Austria.

En aplicación de los términos del acuerdo, la flota inglesa bloqueó la entrada a los puertos flamencos, y en junio de 1657 las fuerzas inglesas del Nuevo Ejército Modelo bajo el mando de John Reynolds se unieron a las tropas francesas del mariscal Turenne en San Quintín, para hacer frente a los tercios españoles dirigidos por el gobernador de los Países Bajos españoles Juan José de Austria y el príncipe de Condé Luis II de Borbón-Condé, quienes contaban con el apoyo de las tropas realistas fieles a Carlos II de Inglaterra, exiliado en Flandes.  

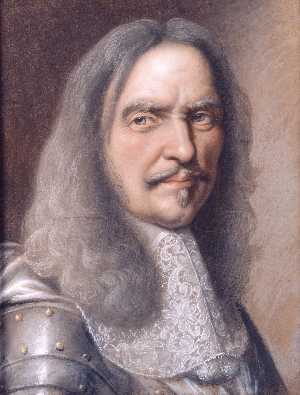
Turenne.

En septiembre de 1657 el ejército anglo-francés conquistó Mardyck y marchó sobre Gravelinas, de donde debieron retirarse por la resistencia opuesta por sus defensores.  Al año siguiente, con la renovación del tratado, derrotaron a las fuerzas españolas en la batalla de Las Dunas de junio de 1658, capturando Dunkerque; el 1 de julio Bergues, el 30 de agosto tomaron Gravelinas y en septiembre Ypres.
En virtud de este tratado Dunquerque y Mardick quedaron en posesión inglesa hasta su venta por Carlos II de Inglaterra a Francia en 1662.
Según el Tratado de los Pirineos de 1659, Gravelinas quedó en manos francesas y Bergués e Ypres fueron devueltas a los Países Bajos Españoles.